# Chuanshan Qundao
Chuanshan Qundao är öar i Kina. De ligger i provinsen Guangdong, i den södra delen av landet, omkring 170 kilometer söder om provinshuvudstaden Guangzhou. Arean är 254 kvadratkilometer.